# Echinops przewalskii
Echinops przewalskii là một loài thực vật có hoa trong họ Cúc. Loài này được Iljin mô tả khoa học đầu tiên.